# Yazid (nom)
Yazid és un nom masculí àrab —en àrab يزيد, Yazīd— que literalment significa ‘(ell) augmenta’, ‘(ell) creix’, ‘(ell) es multiplica’. Si bé Yazid és la transcripció normativa en català del nom en àrab clàssic, també se'l pot trobar transcrit Yezid… Aquest nom també el duen molts musulmans no arabòfons que l'han adaptat a les característiques fòniques i gràfiques de la seva llengua: en albanès Jezid, en kurd Yezîd…
Vegeu aquí personatges i llocs que duen aquest nom sense article.